# Le Baron de Fourchevif
Le Baron de Fourchevif est une comédie en un acte d'Eugène Labiche, en collaboration avec Alphonse Jolly, représentée pour la première fois à Paris au théâtre du Gymnase le 15 juin 1859.
Elle a paru aux éditions Tresse.

## Distribution
| Acteurs et actrices ayant créé les rôles |                     |
| Personnage                               | Acteur ou actrice   |
| Le baron de Fourchevif                   | Geoffroy            |
| Étienne Lambert, peintre                 | M. Lagrange         |
| Rouquérolle, peintre                     | Lesueur             |
| Tronquoy, domestique                     | M. Francisque jeune |
| La baronne de Fourchevif                 | Mlle Mélanie        |
| Adèle, sa fille                          | Mlle Lambert        |